# Machinedramon
Machinedramon (japanski: Mugendramon, ムゲンドラモン) je fiktivni lik iz Digimon franšize koji se pojavljuje u prvoj sezoni animea, Digimon Adventure. Machinedramon je jedan od četiri Gospodara tame i gospodar svih gradova i urbaniziranih područja s centrom u Digitalnom Gradu. Njegovo ime na japanskom znači Beskrajni zmaj, a na engleskom Zmaj stroj. Njegovo je tijelo u cijelosti izgrađeno od metala i smatra se najsnažnijim Digimonom u Digitalnom svijetu. Smatra se da su svi ostali kiborg Digimoni bili samo prototip Machinedramona i da je upravo sastavljanjem dijelova tih Digimona nastao on. Sastavljen je od Megadramonovog oklopa za glavu i desne ruke, MetalGreymonove lijeve ruke, MetalTyrannomonov prsni oklop i donju čeljust, MetalMamemonove topove i Andromonove zaštite za ramena. Njegova snaga jača je od snage bilo kojeg drugog Digimona, a svemu tome doprinosi i iznimna inteligencija koju posjeduje, no kako je isključivo izgrađen od umjetnih dijelova, ne posjeduje slobodnu volju kao i ostali Digimoni. U njegovu DigiJezgru ugrađen je program i on se ponaša upravo prema tom programo i čini sve kako bi ostvario taj cilj.

## Pojavljivanja

### Anime

#### Digimon Advanture
Kao i svi Gospodari tame, Machinedramon se pojavljuje prilikom "dočeka" djece u Digitalnom svijetu. Vrlo brzo ih napada svojim Giga topom, a nakon što uspiju pobjeći u Koloseum, pridružuje se ostaloj trojici kako bi eliminirali djecu odmah po dolasku. Nakon što su djeca uspjela (uz Chuumonovu i Piximonovu pomoć) pobjeći, povukao se, zajedno s ostalim Gospodarima, na Spiralni brijeg i odatle otišao u svoju domenu, gdje je čekao djecu. 
Nakon što su uspješno porazili MetalSeadramona i Puppetmona, djeca (odnosno njih 5) dolaze u Digitalni Grad, koji služi kao Machinedramonovo središte. Machinedramon je Digitalni Grad izradio na temelju elemenata iz raznoraznih gradova stvarnog svijeta (Slavoluk pobjede - Pariz; Kip slobode - New York; Crkva svetog Petra - Rim), a kao njegova obrana služi njegova Metalna carska vojska koja je sastavljena od velikog broja Tankmona i Mekanorimona, te snažnih Megadramona i Gigadramona. Machinedramon boravi u tajnom središtu čija lokacija nikada nije otkrivena, a iz kojeg ima pregled na cijeli grad. Kao njegovi asistenti služe dva Hagururumona koji njegove naredbe prenose glavnoj računalnoj jedinici. Machinedramon je, vrlo brzo po njihovom dolasku, saznao da su djeca u njegovoj domeni i odmah je aktivirao svoju vojsku kako bi ih uništila. Kako si Izzy i Tai tada tražili lijek za Kari, Izzy je morao priključiti svoj laptop na gradsku mrežu kako bi provjerio lijekove. Na taj je način Machinedramon uvijek znao gdje su, pa čak i onda kada se Izzy priključio kako bi provjerio poziciju Metalne carske vojske. Kada su Tai i Izzy shvatili kako ih je vojska uvijek uspjela pronaći, Izzy je uspio prevariti mrežu i napraviti da izgleda kao da su istovremeno na nekoliko različitih mjesta. Nakon početne zbunjenosti dvaju Hagururumona, Machinedramon je instantno naredio provedbu Plana Z, plana kojim bi vojska bez oklijevanja uništila cijeli grad. Tako bi se osigurao i bez problema uništio djecu. Tai i Izzy su, kada su shvatili da se grad uništava, pohitali do vile gdje su bili ostali, no u trenutku kada su došli, jedna ju je raketa uništila. No, na njihovu sreću, Sora, T.K. i Kari su se spasili i tako je Tai dao lijek koji su uzeli. No, u tom ih je trenutku "dočekao" sam Machinedramon koji se prvi puta pojavio sam u direktnom sukobu s djecom. Aktivirao je svoj napad i pogotio zgradu ispred koje su bila djeca, uništivši ju u potpunosti, tako šaljući djecu u podzemlje grada. 
U podzemlju su bili ponovo razdvojeni (Tai i Izzy su lutali kanalizacijama, a Sora, T.K. i Kari su pronašli WaruMonzaemona i Numemone koje je ovaj izrabljivao). Nakon što su uspjeli pobjeći i poraziti WaruMonzaemona, ovaj se javio Machinedramonu kako bi ga izvijestio o situaciji. Kada mu, onako izubijan i izmoren, kaže kako nije uspio, ovaj mu govori da je slobodan i aktivira ekslopziju koja je raznijela WaruMonzaemona. Machinedramon je ovim činom dokazao svoju nemilosrdnost, hladnoću i činjenicu da je iznimno bezosjećajan, te da mu je jedini cilj postići uspjeh u onome što radi. Saznavši gdje su djeca, Machinedramon ponovo kreće kako bi ih se riješio. Ubrzo ih pronađe, no suprotstavi mu se Andromon, kojeg svlada bez većih problema. Tada se naglo pojave Numemoni, koje je Kari oslobodila ropstva, i kolektivno napadnu Machinedramona, no ovaj ih sve ubije samo jednim napadom. Tada Kari energiju koju je imala preusmjeri u Agumona koji Digivoluira u WarGreymona. WarGreymon kreće u posljednji napad protiv Machinedramona i uspije ga poraziti. Svojim ga je napadom sasjekao na nekoliko dijelova, te je Machinedramon počeo nestajati dio po dio. Machinedramon je poražen, a djeca su dalje krenula na Spiralni vrh kako bi dovršila svoj zadatak.

#### Digimon Tamers
Machinedramon se pojavljuje u posljednjim epizodama sezone, kada ga možemo vidjeti među Digimona koje su Vrhovni Digimoni pozvali u pomoć prilikom borbe s D-Reaperom u Digitalnom svijetu.

#### Digimon Frontier
Machinedramonovo pojavljivanje u ovom animeu također je svedeno na cameo nastup. Kada Ophanimon priča djeci u tome kako je Cherubimon preoteo Seraphimonov dvorac sa svojom vojskom, Machinedramon se može vidjeti u njegovoj vojsci među ostalim animalnim Digimonima koji su se priljučili Cherubimonu.

#### Digimon Xros Wars
U šestoj sezoni animea, Machinedramon se pojavljuje u 14. epizodi kao jedan od službenika Bagra vojske koji je pod kontrolom Lilithmon. Kada Taiki pomoću svog Xros Loadera stvori piramidu oko koje se formira neprobojna barijera, Lilithmon pozove Machinedramona i naredi mu da uništi barijeru. Machinedramon se u ovoj sezoni pojavljuje u nešto drugačijem obliku, bez svojih topova na vrhu i s pink ogrlicom oko vrata. Ovdje je ujedno prikazan kao odani stroj bez imalo razuma koji dosljedno i doslovno slijedi upute svog gospodara. Nakon što je omogućio SkullScorpiomonima uspinjanje do piramide i sam je krenuo i počeo napadati saveznike djece. U jednom trenutku, na njegovoj se glavi pojavi Lilithmon, nakon čega se svi SkullScorpiomoni paraliziraju na mjestu. Nakon kratkog iznenađenja, djeca i ostali Digimoni mogu promatrati kako Machinedramon jede podatke svih SkullScorpiomona i pretvara se u HiMachinedramona. HiMachinedramon znatno je sličniji izvornom Machinedramonu, uz izuzetak da mu je cjelokupni oklop grimizno crvene boje. Lilithmon mu naredi uništenje Shoutmon X4K-a, no ispred njegovog napada doleti Baalmon i tako spasi Shoutmona, ali žrtvuje sebe. No, isti taj Baalmon ubrzo doživi vlastitu transformaciju i postaje Beelzemon. Prije nego HiMachinedramon lansira novi napad, Beelzemon ispali svoj napad koji završi HiMachinedramonu u ustima. Nakon što se ovaj paralizira, mučeći se s tim napadom, Shoutmon X4K iskoristi situaciju i svojim mačem probije HiMachinedramona, nakon čega ovaj pada i pretvara se u podatke.

### Igre

#### Digimon Adventure: Anode/Cathode Tamer
Machiedramon je u ovoj igri glavni protivnik i uzrok cijelog kaosa u Digitalnom svijetu. No, u igri se pojavljuje u formi Millenniummona, nevjerojatno snažnog Digimona čija sama pojavnost uzrokuje smetnje u Digitalom svijetu. Millenniummon je nastao kao DNA fuzija između umirićeg Kimeramona i smrtno ranjenog Machinedramona, istog Machinedramona koji je bio član Gospodara tame, ali je nakako preživio borbu s WarGreymonom. Po uspostavljanju vlasti zarobio je svu djecu i oživio njihove prijašnje neprijatelje (Devimona, Myotismona, Etemona i Piedmona) kako bih ih čuvali. Formirao je svoju vojsku i započeo strahovladu, no ubrzo se pojavio njegov protivnik. 
Taijev Agumon je nekako uspio pobjeći s Taijevim Digiviceom i pozvao je pomoć. Odazvao se dječak Ryo Akijama koji je ispočetka mislio da se radi o snu, ali je na koncu ipak pristao poći s Agumonom. Millenniummon se ne brine previše oko njegovog dolaska, pa čak ni oko činjenice da Ryo skuplja sve više saveznika, spašava sve više djece i uništava sve veći broj njegovih trupa. Nakon što oslobodi svu djecu osim Taija, Ryo dolazi do Millenniummonovog tabora gdje ga ispočetka dočeka Machinedramon/Kimeramon (ovisi o igri) i tak nakon što Ryo porazi njega, pojavljuje se Millenniummon. Nakon teške i iscrpne borbe, Ryo pobjeđuje Millenniummona i spašava Taija. 

#### Digimon Adventure 02: Tag Tamers
Iako i u ovoj igri ima puno veći i značajniju ulogu kao Millenniummon, Machinedramon se pojavljuje kao neprijatelj u Ryovom dijelu igre u levelima Machine Base 2, Gear Base 2, ElectroBase 2 i Darkness Server 2, te u Kenovom dijelu igre u levelima Darkness (Ankoku i Yami) Server, Despair Server, Moon-Server, te kao jedan od bosseva u Millenniummonovom dvorcu.

#### Digimon Adventure 02: D-1 Tamers
Iako u kao Moon=Millenniummon ima puno veću ulogu u ovoj igri, sam Machinedramon kao takav može se dobiti spajanjem dva Hagururumona i dobivanjem dovoljno bodova za to spajanje (u igri je to spajanje znano kao jogress).

#### Digimon Tamers: Brave Tamer
Velik broj Machinedramona se u ovoj igri može susresti u Millenniummonovom Svijetu kao jedan od brojnih neprijatelja koje igrač mora poraziti. Digi-karta s likom Machinedramona se u ovoj igri naziva "Giga top", a Digimonu daje sposobnost učenja Machinedramonovog Giga top napada. Giga top ima sposobnost da svim Digimona koje napadne nanosi štetu kao da su Digimoni Virus tipa. 

#### Digimon Tamers: Digimon Medley
Machinedramon se pojavljuje kao protivnik u poglavljima "Saigo no Ankoku Digimon" i "Aratana Sekai" u ovoj igri, koja je uvelike temeljena na izvornom Digimon Adventure animeu. Ovakav rasplet igre referenca je na činjenicu da je u animeu Apocalymon koristio Machinedramonov napad prilikom sukoba s djecom. 

#### Digimon World
U ovoj se igri Machinedramon pojavljuje kao Analogmanov partner i posljednji boss igre. Nakon što ga igrač uspješno porazi, pojavljuje se svako mjesec dana ili u Ogremonovoj Utvrdi, ili u Ledenom Svetištu ili u Vili Sivoga Lorda, a sam Hiro će, umjeto u jednu od tamnica, ući u tzv. Crnu dimenziju. Nakon što ga igrač pobjedi na Beskrajnoj planini, postaje jedan od Digimona dostupnih za igru u multiplayer modeu. Zanimljivo je da se Machinedramon u ovoj igri tretira kao Digimon na Ultra levelu, ali to je samo zato što Mega level nije zastupljen u igri, te su svi Digimoni koji su zapravo na Mega levelu prikazani i kategorizirano kao Ultra level Digimoni.

#### Digimon World 2
Njegova uloga u ovoj igri je sporedna i može se dobiti kao jedan od partner Digimona. Dva su načina kako je to izvedivo, prvi od njih je Digivoluiranje SkullGreymona, a drugi od njih je razmjena SkullGreymona u Digitalnom centru.

#### Digimon World 3
Pojavljuje se kao jedan od brojnih slučajnih protivnika u Amaterasu Dum Dum tvornici, a kasnije ga se može vidjeti kao partner Digimona jednog od Kraljevskih stražara u podzemnoj bazi Magasta.

#### Digimon Digital Card Battle
Machinedramon kao karta pripada skupini Mračnih Digimona, a kao protinik u igri pojavljuje se u Beskrajnom tornju gdje služi kao VenomMyotismonova desna ruka.

#### Digimon World DS
U ovoj igri Machinedramon je Digimon koji otima Phila, jednog Digimon istraživača. Uz pomoć posebnog objekta, prije same borbe s njim biva prisiljen de-Digivoluiratu u SkullGreymona, te se igrač s njim suočava u tom obliku. Ujedno, može se dobiti Digivoluiranjem Megadramona, a može se susreti u regiji Hard Mountains.

#### Digimon World Dawn/Dusk
Machinedramon se može dobiti Digivoluiranjem SkullGreymona, a kasnije s Kimeramonom može napraviti DNA Digivoluciju u Millenniummona.

## Sposobnosti
- Giga top (∞ Cannon) - ispaljuje mlazove energije iz svojih plazma topova
- Zmajeva vatra (Booster Claw) - Počne rotirati svojom desnom rukom i zabije se u protivnika
- Katastrofa D
- Beskrajna ruka (∞ Hand) - ispaljuje mlazove energije iz svoje desne ruke

## Zanimljivosti
- Vođa Gospodara tame, Piedmon, jednom je prilikom opisao Machinedramona kao savršenog stroja, bez imalo emocija, što bi Machinedramona označilo kao jedinog Digimona bez emocija.

## Vanjske poveznice
Machinedramon na Digimon Wiki